# مسار الخمس نجوم

خريطة ولاية بنسلفانيا التظليل بالأحمر على مقاطعة ويستمورلاند

يمتد مسار الخمس نجوم لمسافة ثمانية أميال تقريبًا عبر مقاطعة ويستمورلاند، في ولاية بنسلفانيا الأمريكية. يقع المسار بجانب مسار سكة حديد نشط، طريق جنوب غرب بنسلفانيا للسكك الحديدية، الذي يمتد بين لينش فيلد، وهو منتزه مدينة جرينسبيرغ ويونغوود. ينطلق المسار بعد ذلك شرقًا للوصول مع حرم كلية مجتمع مقاطعة ويستمورلاند ويستمر حتى أرمبروست.

## نظرة عامة
في عام 1995، تم شراء الممر من شركة كونريل بواسطة شركة التنمية الصناعية في مقاطعة ويستمورلاند. إن بلديات جرينسبيرغ، وجنوب جرينسبيرغ، وجنوب غرب جرينسبيرغ، ويونغوود، وهيمبفيلد، جنبًا إلى جنب مع إدارة المتنزهات والترفيه في مقاطعة ويستمورلاند، جميعهم شركاء في مشروع المسار. تم تسمية المسار على شرف هذه المدن الخمس. يتم الحفاظ على المسار نظيفًا بواسطة شركة PA تنظيف الطرق. هناك متطوعون يساعدون في الحفاظ على المسار وهناك سباق بوكر يقام سنويًا على طول المسار.  

## النقاط المثيرة للاهتمام
يستوعب المسار المشي والمشي لمسافات طويلة والركض وركوب الدراجات والتزلج الريفي على الثلج. ومن النقاط الأخرى المثيرة للاهتمام: 
- بارك في لينش فيلد.

- (حديقة بها حمام سباحة وملعب وبعض آثار الحرب - بما في ذلك طائرة هليكوبتر من طراز أباتشي).

- مجمع رياضي في جرينسبورج.
- محطة قطار يونغوود (متحف يركز على تاريخ السكك الحديدية المحلية).
- شارع ديبوت، (ممشى مرصوف بطول 1.5 ميل به عربات السكك الحديدية القديمة، بما في ذلك الكابوس المحول).
- حرم يونغوود التابع لكلية مجتمع مقاطعة ويستمورلاند.

## وقوف السيارات والوصول إلى الممر
يقع المسار في كليّة مجتمع مقاطعة ويستمورلاند، في شارع كوليدج على الجانب الآخر من ملعب البيسبول. المسار متاح للمعاقين وللحيوانات الأليفة.  بالإضافة إلى ذلك، هناك نقاط وصول متعددة تقع خارج الطريق 119:
- لينش فيلد (جرينسبرج)
- شارع هوف (جنوب جرينسبرج)
- طريق ويلو كروسينغ/شادي لين (هيمبفيلد)
- شارع ترولي لاين (يونغوود)
- شارع ديبوت (يونغوود)

## أنظر أيضا
- مقاطعة ويستمورلاند، بنسلفانيا.
- جرينسبورج، بنسلفانيا.
- يونغوود، بنسلفانيا.

## روابط خارجية
- مدينة جرينسبورج بنسلفانيا (طريق الخمس نجوم)
- التعليقات في الرحلات المحلية
- شركة المسار الإقليمية
- تاريخ السلف لأجزاء من الدرب